# Guerres Genpei
Les Guerres Genpei (源平合戦, Genpei kassen, Genpei gassen) és el nom amb què es coneix a una sèrie de conflictes civils que van tenir lloc en l'antic Japó, entre el 1180 i el 1185 (finals de l'era Heian), i que va enfrontar els clans Taira i Minamoto. La conseqüència directa d'aquesta guerra civil va ser la victòria del clan Minamoto i la consegüent caiguda del Taira, fet que va posar als samurais al món polític i militar del Japó, i va permetre l'establiment del primer shogunat en la història japonesa, el shogunat Kamakura, encapçalat per Minamoto no Yoritomo (1192).
El nom Genpei (a vegades, també, escrit Gempei) prové de la unió dels kanjis dels clans involucrats: Minamoto (源, Minamoto) i Taira (平, Taira). La lectura d'aquests, tenint en compte tant la kun'yomi (lectura japonesa) com la on'yomi (lectura xinesa) és, pel primer clan, Genji i, pel segon, Heike (la corrupció del qual ho deixaria en Pei). El conflicte és conegut també en japonès com la Guerra Jishō-Juei (治承・寿永の乱, Jishō-Juei no ran), que correspon al nom de les eres que transcorreren, respectivament, a l'inici i al final de la guerra.
Les Guerres Genpei començaren quan Minamoto no Yorimasa, líder del clan, va fer costat a un candidat diferent dels dels Taira per al tron imperial. La batalla d'Uji, ocorreguda als afores de Kioto, va ser el començament d'una guerra de cinc anys que es va desenvolupar al llarg de tres etapes configurades al voltant de tals conflictes: la primera etapa (juny de 1180) va estar centrada en la crida a les armes per part de Yorimasa per a recuperar per a Mochihito el tron imperial que havia quedat en mans d'Antoku, net de Taira no Kiyomori. Aquesta rebel·lió va ser sufocada ràpidament pels Taira pocs dies després. La segona etapa (setembre de 1180), mort Yorimasa, va estar protagonitzada pel seu successor, Minamoto no Yoritomo, i es va estendre fins a mitjans de 1181, quan es va proclamar un alto el foc forçat per la fam Yōwa a tot el país que durava ja dos anys. La tercera i última etapa es va iniciar a començaments de 1183 i va acabar amb la victòria del clan Minamoto a la batalla naval de Dan-no-ura de 1185, fet que marca el final de l'era Heian i l'inici del període Kamakura, cosa que suposa la transició japonesa de l'època clàssica a l'època feudal.

## Antecedents

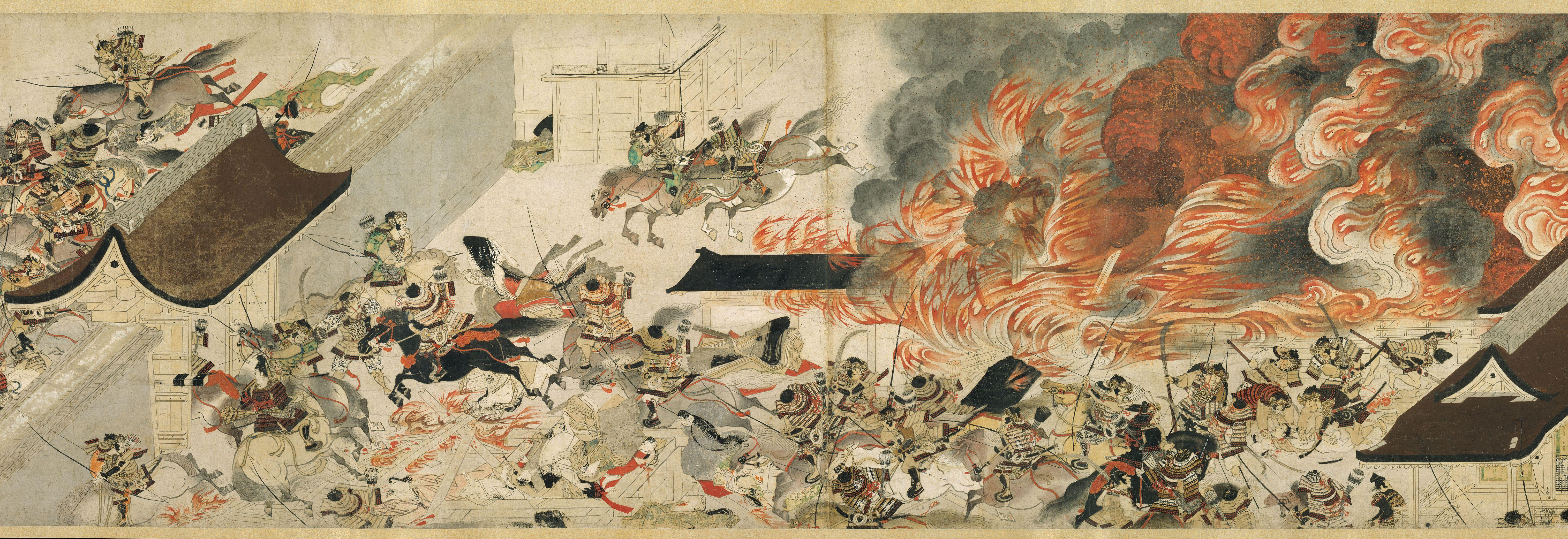
La rebel·lió Heiji (1159) i el posterio ascens del clan Taira, van ser les causes principals de les Guerres Genpei, vint anys després.

Les Guerres Genpei són la culminació d'un conflicte entre ambdós clans que va durar vint-i-cinc anys, i en el que dilucidava el domini total sobre la Cort Imperial i, al seu torn, el control del Japó. El domini dels samurais dins de la política japonesa havia aparegut a partir de la Rebel·lió Hōgen de 1156, creat inicialment per interessos entre la familia imperial, específicament entre l'Emperador Go-Shirakawa i el retirat Emperador Sutoku. Com a conseqüència, la classe cortesana del clan Fujiwara va ser desplaçada (aquest clan va dominar la Cort Imperial i els seus membres actuaven com a regents de l'Emperador des de finals del segle viii). Amb el buit de poder sorgit per la rebel·lió, apareixerien els clans Minamoto i Taira per disputar el mencionat control, però la situació s'agreujaria el 1159 amb la Rebel·lió Heiji, que tindria un rerefons similar entre disputes amb l'Emperador Nijō, recolzat pel clan Taira i l'Emperador Go-Shirakawa, recolzat pel clan Minamoto.
En aquesta rebel·lió el clan Minamoto va patir una emboscada d'en Taira no Kiyomori, líder del clan, i eventualment els Minamoto van ser derrotats, executant a en Minamito no Yoshitomo, líder dels Minamoto, els dos fills grans d'aquest i a en Fujiwara no Nobuyori, qui estava de part dels Minamoto. Els tres fills petits d'en Yoshitomo, Minamoto no Yoritomo, Minamoto no Yoshitsune i Minamoto no Noriyori, en ser molt petits, van ser perdonats i exiliats a llocs allunyars del Japó, i l'Emperador Go-Shirakawa va ser forçat a retirar-se. Sense obstacles, el clan Taira va assumir el primer govern conformat per samuráis al Japó a través de Taira no Kiyomori, qui va assumir el càrrec de Daijō Daijin (un lloc similar al Primer Ministre) el 1167 i va començar a consolidar el poder del clan dintre de la família imperial mitjançant enllaços matrimonials entre els seus fills i els prínceps.

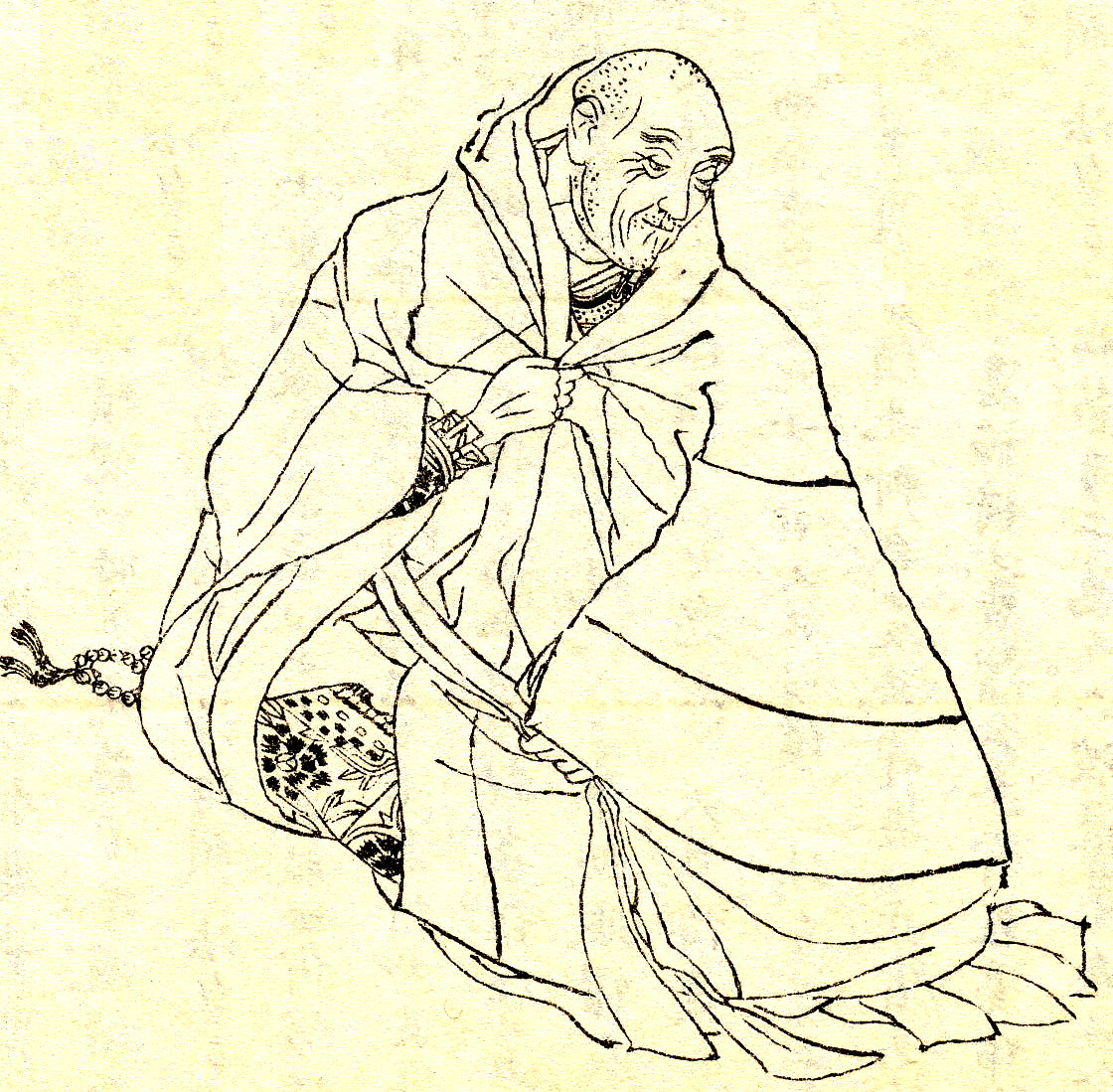
Taira no Kiyomori, líder del clan Taira i governant de facto del Japó des del final de la Rebel·lió Heiji fins als inicis de la guerra.

D'igual manera els Taira tenien el control de quan l'emperador havia d'abdicar; amb la mort de l'Emperador Nijō el 1165, el seu successor va ser el seu fill l'Emperador Rokujō, qui va ser coronat emperador als set mesos d'haver nascut, i va ser forçat a abdicar el 1168 a l'edat de tres anys. Li va succeir el seu oncle, l'Emperador Takakura, qui tenia sis anys quan va ser coronat emperador, Kiyomori era el seu padrastre i actuava com a regent seu.
El 1177, les relacions entre els Taira i l'Enclaustrat Emperador Go-Shirakawa estaven en el seu punt més tens, i l'emperador va decidir planejar un cop d'estat contra Kiyomori, però va fracassar i va ser desposseït del seu títol quan Kiyomori va eliminar el sistema Insei dels emperadors enclaustrats, nomenant familiars seus en els càrrecs governamentals. El 1178, Kiyomori va designar el seu net i fill de l'Emperador Takakura, Tokihito, com a príncep de la corona i successor al tron imperial, quan amb penes i treballs feia un any que havia nascut. El 21 de març de 1180, l'Emperador Takakura abdicaria a l'edat de divuit anys i seria succeït per Tokihito, que rebria el nom d'Emperador Antoku, amb sols un any i mig d'edat.
Això va provocar un disgust generalitzat entre els opositors dels Taira, ja que pràcticament l'emperador era un descendent directe del clan. L'Emperador Go-Shirakawa, en un intent de restablir l'ordre a la família imperial, va acudir davant del seu fill el Príncep Mochihito per a fer un pacte d'aliança amb el clan Minamoto, el mateix que el va recolzar en les dues rebel·lions anteriors, i lluitar en nom seu contra els Taira. El líder del clan Minamoto en aquell moment era Minamoto no Yorimasa, de 74 anys, qui s'havia mantingut neutral en la Rebel·lió Hōgen, però que va estar a favor dels Taira en la Rebel·lió Heiji i era amic de Kiyomori; malgrat tot, el 1179, observant la tensa situació, es va retirar de l'exèrcit de Kiyomori i assumeix el lideratge del clan que havia traït. El 5 de maig de 1180 va fer una crida a tots els clans de samurais i als monestirs budistes (Kiyomori va executar una campanya de destrucció de temples budistes) que es rebel·lessin contra Kiyomori.
El juny del mateix any, Kiyomori va traslladar la capital imperial de Kioto a Fukuhara (actual Kōbe), en un intent de promoure el comerç amb la Xina de la dinastia Song. El dia quinze del mateix més, el Príncep Mochihito va abandonar Kioto per a refugiar-se al temple budista de Mii-dera, en un intent d'iniciar al més aviat possible la rebel·lió.

## Cronologia de les guerres

### 1180

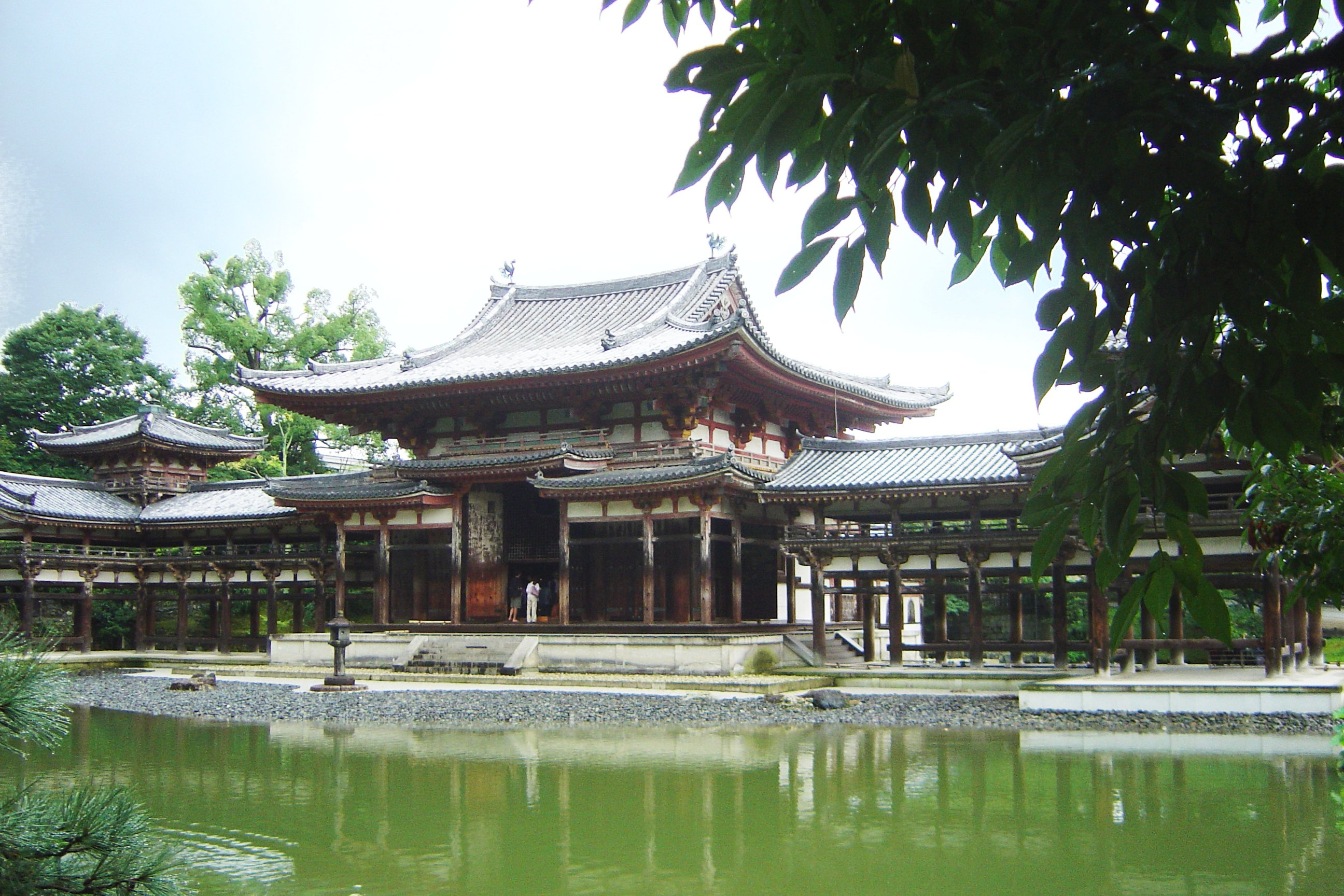
El Saló del Fénix del temple Byōdō-in a Kioto, lloc on Minamoto no Yorimasa cometria el seppuku. Seria el primer cas registrat de suïcidi d'un samurai en la història japonesa.

Amb l'aixecament dels opositors del clan Taira, Kiyomori va pedir l'arrest del Príncep Mochihito, artífex de la rebel·lió, qui s'havia refugiat al temple budista de Mii-dera, en l'actual ciutat d'Ōtsu, prefectura de Shiga. El problema era que alguns monjos del temple tenien simpaties vers els Taira, perquè les forces del clan Minamoto havien endarrerit la defensa del temple. Això va obligar que Yorimasa i el Príncep Mochihito, junt amb l'exèrcit del clan Minamoto i diversos monjos guerrers (sōhei) del temple que s'uniren a la causa, decidiren traslladar-se a la ciutat de Nara, al sud.
Van travessar el riu Uji, prop del temple Byōdō-in, mirant d'evitar (tot el que fos possible) trobar-se amb l'exèrcit Taira. No obstant això, els Taira els van encerclar i es va desencadenar la primera batalla en aquesta guerra, la primera batalla d'Uji. En l'Heike Monogatari es narra que els monjos van lluitar amb arcs i fletxes, una varietat d'espases, dagues i naginata. Però el clan Taira va vèncer en aquesta batalla i va capturar en Yorimasa i el Príncep Mochihito; en Yorimasa, en ser derrotat, va preferir cometre el seppuku, un ritual on escriuria una darrera poesia i després se suicidaria, donant inici a una pràctica que seria una forma honorable de morir fins a la Segona Guerra Mundial; Mochihito seria executat després pel clan Taira.
Al morir els principals executors de la rebel·lió, el clan Taira es va enfocar en destruir i incendiar el Mii-dera, i van decidir estendre el seu atac cap a la ciutat de Nara, que era el lloc on s'anaven a reunir les forces opositores als Taira. Taira no Shigehira i Taira no Tomomori, fills de Kiyomori, eren els encarregats d'elaborar el setge de la ciutat. Això no obstant, els sōhei de Nara van decidir defendre's i van posar barricades i defenses improvisades a la ciutat; tenint arcs, fletxes i naginata com a armes. El clan dels Taira es va desplaçar a cavall i tenia avantatge estratègica, i van cremar els temples budistes de Kōfuku-ji i Tōdai-ji, destacant la destrucció del Daibutsu del temple de Tōdai-ji; amb prou feines l'Enryaku-ji va poder repel·lir l'atac i romandre intacte. L'incendi va provocar la devastació de gran part de la ciutat i va deixar prop de 3.500 persones mortes entre civils i monjos.
A partir d'aquest punt, els Taira havien sufocat quasi en la seva totalitat la rebel·lió, però tot i això, el lideratge del clan Minamoto havia estat restablert al setembre per Minamoto no Yoritomo qui, havent arribat a l'edat adulta, va escapar de l'exili i va poder reorganitzar la rebel·lió amb el suport del clan Miura, tractant de venjar als Taira la mort del seu pare i germans grans, morts vint anys enrere i pels successos d'Uji i Nara; així, Yoritomo va llançar una nova declaració de guerra contra els Taira. Quan Kiyomori es va assabentar que Yoritomo havia abandonat Izu, lloc on era exiliat, i que es trobava al pas d'Hakone, va assignar a Ōba Kagechika, un samurai vassall, que executés un atac sorpresa i aturés el seu avenç. La batalla es realitzaria als afores de la base central de Yoritomo, a la localitat d'Ishibashiyama, prop del Mont Fuji, el 14 de setembre de 1180, forçant als Minamoto a retirar-se i obtenint la victòria el clan Taira.
En vista del fracàs de la batalla d'Ishibashiyama, Yoritomo va travessar el Mont Fuji cap a la província de Suruga i la província de Kozuke, al nord, per fer aliances amb el clan Takeda i el clan Kai, respectivament. Amb l'exèrcit de Yoritomo reforçat, va aparèixer l'exèrcit Taira comandat per Taira no Koremori, net de Kiyomori, en la localitat de Fujigawa el 9 de novembre. En un confús incident van decidir retirar-se per a no comprometre les forces del clan Minamoto. Degut a la incertesa de la situació del país, Kiyomori va decidir traslladar la capital imperial novament a Kioto el mes de novembre del mateix any. A finals de novembre, el clan Oba va decidir aliar-se amb els Minamoto, mentre que al desembre Yoritomo va derrotar el clan Satake, qui estaven poc disposats a seguir amb el clan Minamoto.

### 1181

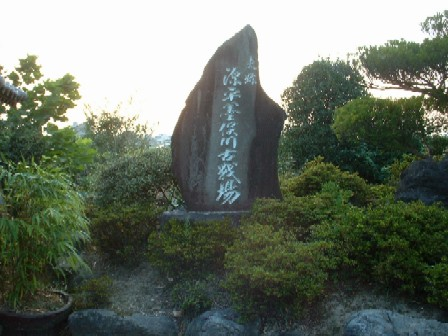
Lloc exacte de la batalla de Sunomata (1181)

De cara al 1181, la disputa entre ambdós clans seguia tensa, però Kiyomori estava massa malalt com per a poder seguir liderant el clan i va morir el 20 de març, a l'edat de 73 anys. El seu fill, Taira no Munemori, es va convertir en el nou líder del clan; aquesta situació va ser aprofitada pels Minamoto per a plantejar una batalla sorpresa contra el germà del nou líder, Taira no Tomomori. Minamoto no Yukiie, oncle de Yoritomo, va ser l'encarregat de realitzar l'emboscada, a la localitat de Sunomatagawa, província d'Owari, el 25 d'abril. Això no obstant, en l'escaramussa els Taira van poder repel·lir l'atac, tot i que la batalla de Sunomata es va realitzar de nit. Yukiie i els seus homes van haver de retirar-se del lloc de l'encontre vers el riu Yahagigawa, on van destruir el pont sobre el riu i van fer un mur defensiu. Al riu es va lliurar la batalla de Yahagigawa, on l'exèrcit de Tomomori va aconseguir posar en retirada als Minamoto. Malgrat això, Tomomori es trobava malalt i va decidir no continuar perseguint l'exèrcit de Yukiie.
Això no obstant, les disputes tendiren a disminuir degut a aquell any hi va haver escasses collites i la fam a colpejar el país. Així, el setembre de 1181, Yoritomo va suggerir que el país hauria de ser dividit en dues regions, una dominada pels Taira i una altra pels Minamoto; la Cort Imperial va veure amb força bons ulls la idea, però el clan Taira s'ha va negar rotundament.
Addicionalment, Minamoto no Yoshinaka, cosí de Yoritomo i qui va patir la seva mateixa sort, sent adoptat pel clan Kiso (Yoshinaka també era conegut amb el cognom Kiso), va aprofitar la tensa calam per a lluitar contra els Taira a la regió nord, dominant les províncies de Shinano i Musashi. Això va originar una sèrie de friccions entre en Yoritomo i en Yoshinaka, en la que el primer respectaria els dominis del segon, a canvi que en Yoshinaka acceptés el lideratge de Yoritomo dins del clan. A part d'aquests fets no hi hauria cap altre batalla fins al 1183.

### 1183
Per l'any 1183, la situació política no havia canviat: l'Emperador Antoku encara governava i el regent era el seu oncle Taira no Munemori. Mentrestant, el clan Minamoto no havia aconseguit una victòria decisiva en les batalles i hi havia relacions tenses entre els principals membres, Yoritomo i Yoshinaka. Al març, Yoritomo tenia pensat batallar contra Yoshinaka i derrotar-lo, però era evident que el seu cosí també estava lluitant contra els Taira i va desistir de l'atac. Addicionalment per a aquest any, les provisions d'aliments estaven augmentant i superaven la fam que hauria provocat un forçat alto al foc. El clan Taira ho va veure com una oportunitat per a reiniciar el període de guerres que portava un intermedi de dos anys de tensa calma.
Entre els mesos d'abril i maig, Taira no Koremori, qui havia tingut un pèssim paper a la batalla de Fujigawa, va planejar assetjar la fortalesa de Yoshinaka a Hiuchiyama, a la província d'Echizen al nord. La fortalesa estava ben defensada i posseïa un fossat, però un traïdor dins de la fortificació va revelar al clan Taira les debilitats d'aquesta. La fortalesa va ser assetjada i conquerida pels Taira, però Yoshinaka i la majoria dels seus homes van escapar de l'atac.
Per Koremori, era l'oportunitat de seguir avançant les posicions amb l'objectiu de derrotar a Yoshinaka; això no obstant, les forces del clan Taira estaven debilitades per la fam i van haver de reclutar a guerrers locals, sumant al voltant de 40.000 homes. Per Yoshinaka era l'hora de superar el lideratge del seu cosí sobre el clan Minamoto, i va decidir enfrontar-lo acompanyat del seu oncle Minamoto no Yukiie, la seva consort, Tomoe Gozen (qui va ser una de les onna bugeisha -dona guerrera que lluitaven al costat dels samuráis- més conegudes de la història japonesa i el shitennō, que eren els quatre servents més fidels de Yoshinaka: Imai Kanehira, Higuchi Kanemitsu, Tate Chikatada i Nenoi Yukichika.
La batalla tindria lloc en el Pas de Kurikara, prop de Tonamiyama, a la província d'Etchū, el 2 de juny. Aquest pas muntanyós connectava l'oest de l'illa de Honshu amb l'est. Els Taira s'havien dividit en dos flancs, un que prendria el pas i un altre que entraria a la província des del sud. Yoshinaka va plantar una gran quantitat de banderes com a estratègia per fer creure a l'enemic que els superaven en nombre; mentrestant va dividir el seu exèrcit en tres flancs: dos que aturarien l'avenç dels Taira i un com a rereguarda. Aquesta batalla es va desenvolupar de manera molt formal i poètica, com se la descriu en el Heike Monogatari. Es van desenvolupar combats individuals on es demostrarien les seves millors habilitats com a guerrers; aquesta batalla va ocórrer durant la nit, doncs a l'alba el clan Taira estava patint el retrocés dels seus flancs i la mort de la majoria dels seus homes, retirant-se poc després del combat. Aquesta va ser la primera victòria decisiva del clan Minamoto en tota la guerra i iniciava el canvi de rumb en el conflicte.
Aprofitant l'enretirada de les forces de Koremori, Yoshinaka va avançar fins a la localitat de Shinohara, a la província de Kaga. Allí hi va tenir lloc una altra batalla on novament es van presentar combats individuals entre els guerrers. Va ser aquesta una nova victòria per a Yoshinaka, qui aspirava a arribar a Kioto i prendre el control del poder polític del Japó. L'amenaça persistent va obligar, el 25 d'agost, a Munemori i a l'Emperador Antoku a fugir de Kioto en direcció a l'illa de Shikoku, on es van establir per la resta de la guerra. Tres dies després, Yoshinkaka va escoltar a l'Emperador Go-Shirakawa cap a Kioto. Al cap de poc es nomenaria l'Emperador Go-Toba, de tres anys i un germanastre de l'emperador Antoku, com a nou emperador (això no obstant, l'enclaustrat Emperador Go-Shirakawa era vertader administrador); aquesta situació va fer que al Japó existissin dos Emperadors fins al final de la guerra.

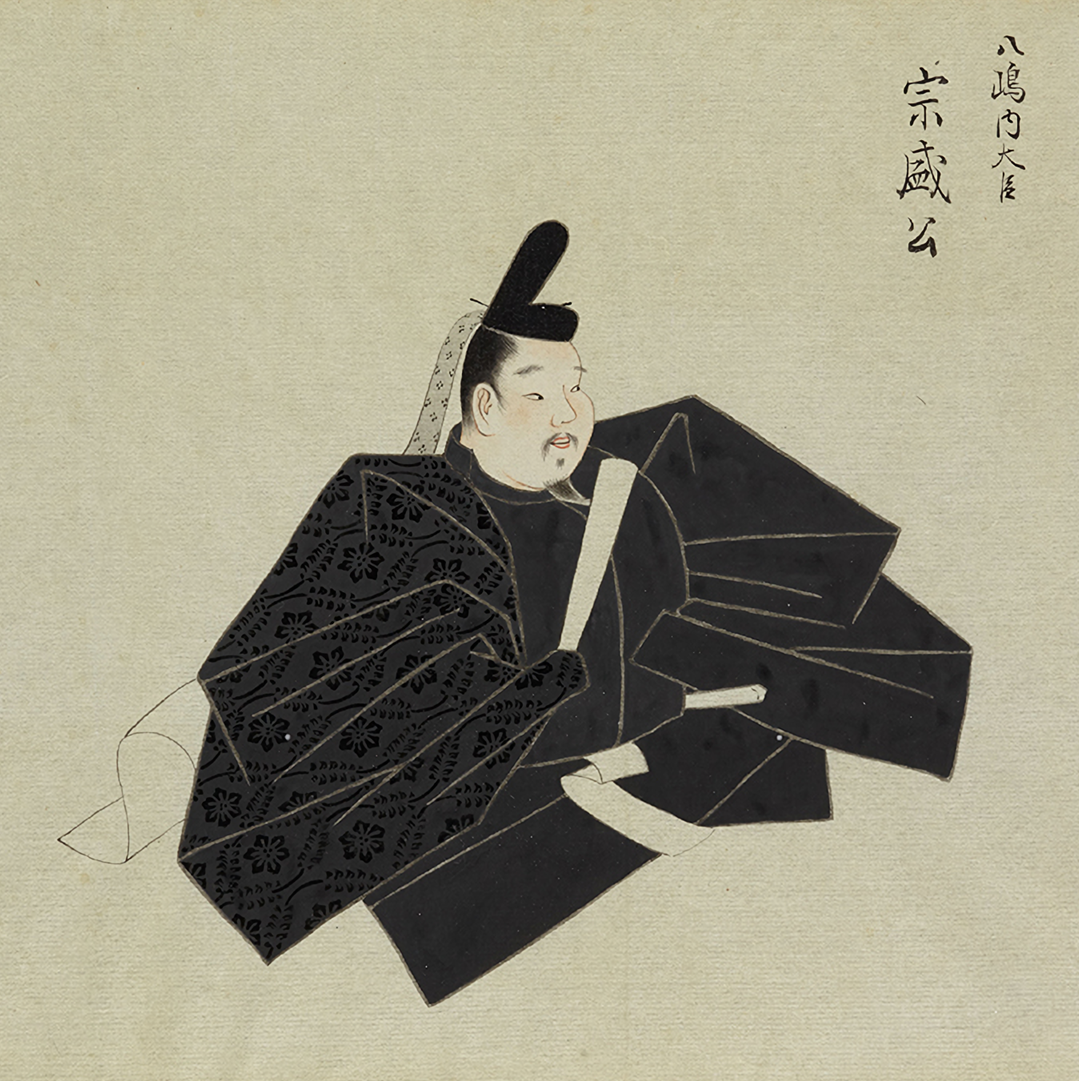
Taira no Munemori, líder del clan Taira des de la mort d'en Kiyomori fins al final de la guerra.

Aprofitant la retirada dels Taira, va enviar el seu exèrcit a creuar el mar de Seto, rumb a Yashima (actual Takamatsu), una petita illa davant la costa de l'illa de Shikoku i una de les bases més importants del clan Taira al país. Això no obstant, el 17 de novembre, els Taira van fer una emboscada als homes d'en Yoshinaka a l'illa de Mizushima, a la província de Bitchu, prop de Honshu, a la primera batalla naval de les guerres; els Taira van llançar una gran quantitat de fletxes sobre els Minamoto i varen iniciar un combat mà a mà; a més a més, els Taira portaven als seus vaixells cavalls equipats per al combat, i això els va donar avantatge sobre els Minamotos, que varen patir una aclaparadora derrota.
Simultàniament, van tenir lloc altres batalles: a la fortalesa de Fukuryūji, a l'actual prefectura d'Okayama, on van participar partidaris dels clans, es va assetjar la fortalesa que era del clan Taira i va ser presa completament pels Minamoto. Mentre que Yukiie va comandar a Murayama, a la província d'Harima, una contraofensiva de la batalla de Mizushima, però l'organització del clan Taira que es va desplegar en cinc divisions només va fer que el clan Minamoto es retirés del combat.
Per finals del 1183, l'equilibri de poder entre els dos clans era similar, però al clan Minamoto la crisi interna entre Yoshinaka i Yoritomo ja estava al seu punt crític i comportaria un canvi d'escenari per als primers dies de 1184.

### 1184

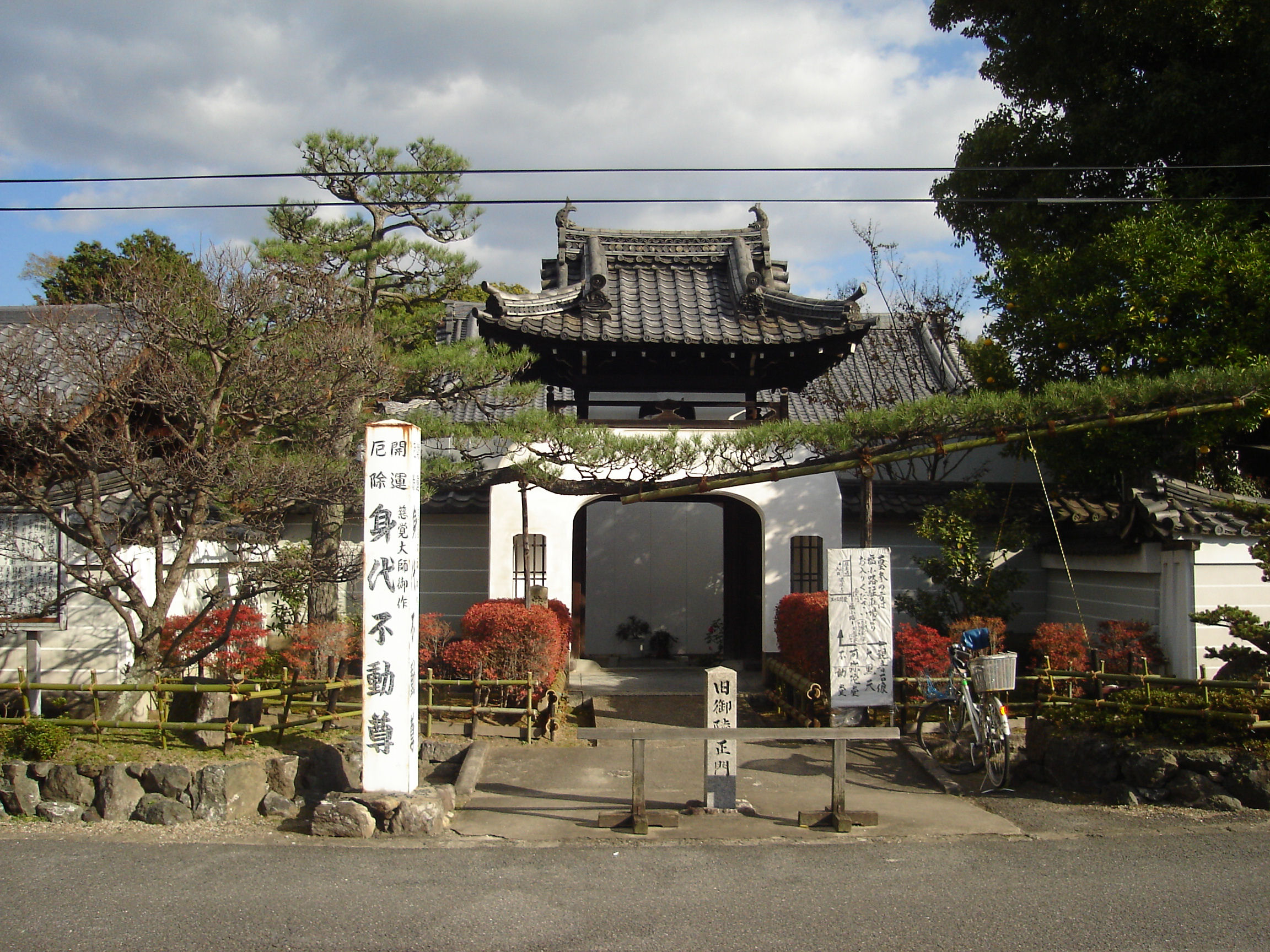
Hōjūjidono, antiga residència de l'Enclaustrat Emperador Go-Shirakawa, aquest lloc va ser incendiat durant el setge de 1184 i reconstruït posteriorment.

Durant les primeres setmanes de 1184, en Yoshinaka, que controlava la ciutat de Kioto, estava decidit a prendre el lideratge del clan Minamoto, eliminant a en Yoritomo, i assumir un poder més efectiu dins del Japó. Per a realitzar això, va planejar amb Yukiie el segrest de l'Enclaustrat Emperador Go-Shirakawa, qui ara s'oposava a les accions d'en Yoshinaka i tenia un control de facto en els territoris dominats pels Minamoto, al nord de Kioto, i establir sobre aquest un govern propi. Yukiie es va negar rotundament a la idea, i no va tenir una altra opció que trair-lo i acudir davant de l'Emperador. Aquest va rebel·lar el plan a en Yoritomo, qui estava ja preocupat per l'avenç de les forces d'en Yoshinaka en els territoris dominats pel clan i estava decidit a intervenir i aturar al seu cosí.
Això no obstant, en Yoshinaka va realitzar el seu pla i va atacar el Hōjūjidono, que era la residència de l'Emperador Go-Shirakawa, va incendiar el palau, i va matar a qui defensaven l'Emperador, segrestant-lo. En el setge hi combateren nobles de la Cort Imperial, diversos sōhei dels temples de Mii-dera i Enryakū-ji, i diversos simpatitzants del clan Taira, però no varen poder aturar a en Yoshinaka, que havent dominat i saquejat la ciutat, va forçar l'Emperador a donar-li el títol de sei-i taishōgun, atorgat originalment als comandants militars que lluitaren contra els Emishi, una antiga tribu que es negava a l'autoritat imperial japonesa a finals del segle viii i principis del segle ix. Amb aquesta investidura, en Yoshinaka va decidir sortir de Kioto, emportant-se a l'Emperador com a ostatge. No obstant, les forces d'en Yoritomo estaven esperant-los; amb ell es trobava el seu oncle Yukiie, i els seus dos germans perduts: en Yoshitsune i en Noriyori.

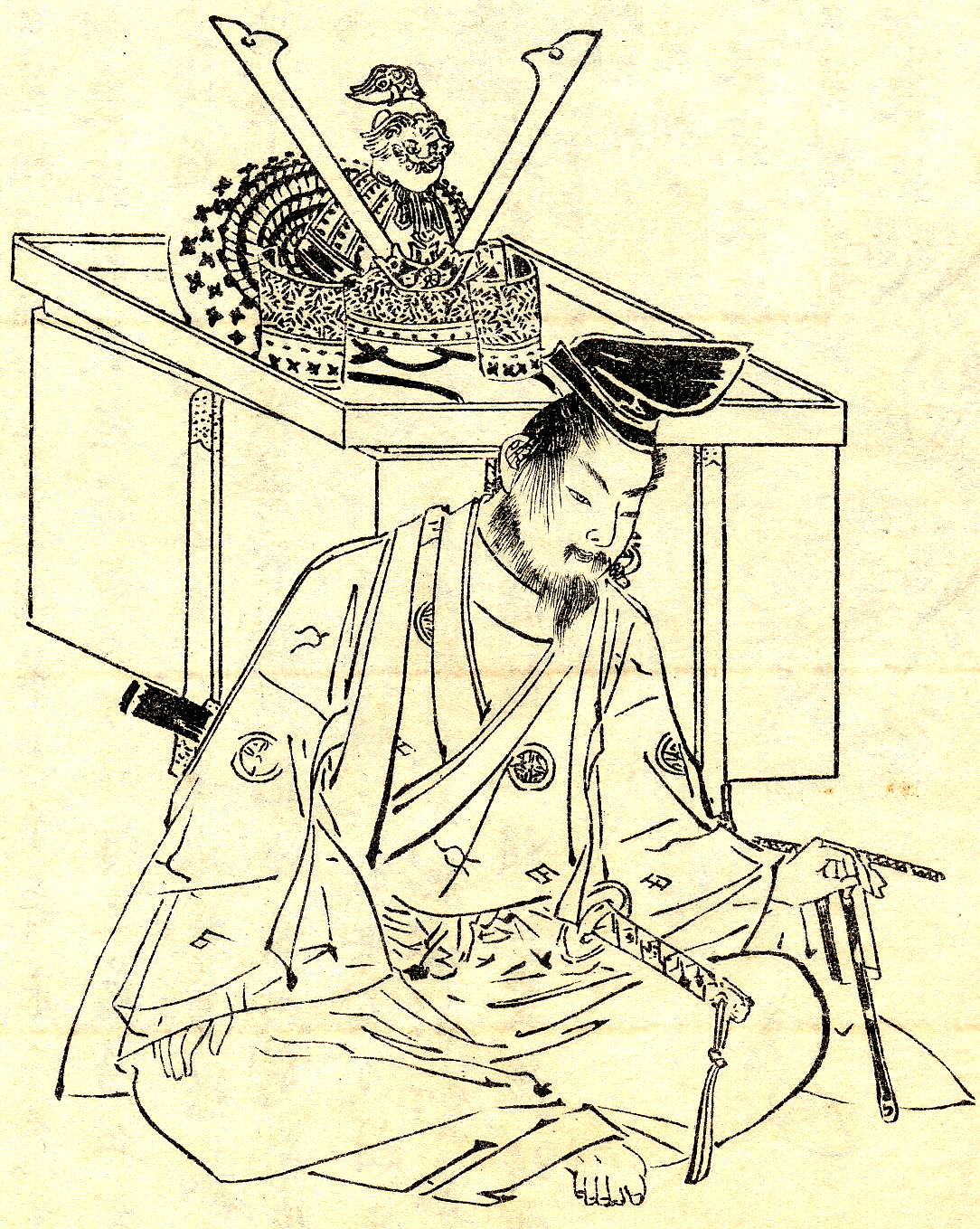
L'aparició sobtada de Minamoto no Yoshitsune el 1184 va donar successives victòries al clan Minamoto fins al final de la guerra i va ser un dels personatges decisius en aquesta etapa.

En Yoshitsune, que havia tornat de l'exili, va creuar el riu Uji i va presentar batalla contra en Yoshinaka el 19 de febrer. Va ser la segona batalla que es realitzava a Uji, en aquesta ocasió, entre les dues faccions del clan Minamoto que lluitaven pel lideratge. Les habilitats estratègiques de Yoshitsune (apreses segons la tradició pels tengu, uns déus menors que tenien habilitats de combat i estratègia) aturaren a en Yoshinaka i l'obligaren a retirar-se a la localitat d'Awazu, a la província d'Omi, on el 21 de febrer tindria lloc una altra batalla entre en Yoshinaka i en Yoshitsune. Donat que la facció d'en Yoshitsune els superava en nombre, en Yoshinaka va morir en el combat, i quasi tots els seus seguidors foren assassinats o varen cometre seppuku. No és clar el final de na Tomoe Gozen, que va estar en el combat, doncs algunes fonts declaren que va morir al costat d'en Yoshinaka, mentre que unes altres conten que va sobreviure, convertint-se després en monja.

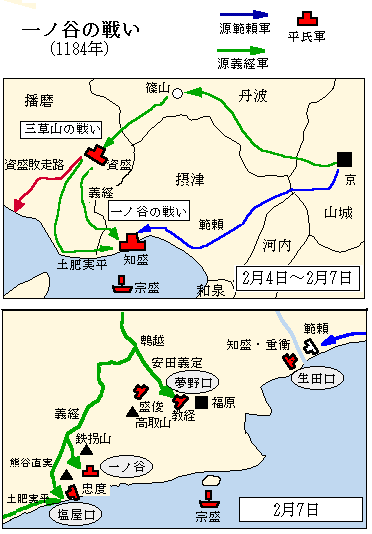
Desenvolupament de la batalla d'Ichi-no-Tani.
A sobre: El clan Minamoto es divideix en dues forces, en Yoshitsune (en verd) i en Noriyori (en blau); en Yoshitsune batalla amb un contingent Taira abans de dividir-se i rodejar Ichi-no-Tani en tres dies (al centre).
A sota: Ampliació del complex d'Ichi-no-Tani, hi ha diversos contingents del clan Taira (en vermell) defensant diverses posicions; la fortalesa principal és la segona a l'esquerra.

Amb la mort d'en Yoshinaka, en Yoritomo tenia assegurat el control del clan i el suport de l'enclaustrat Emperador Go-Shirakawa, qui va ordenar l'expulsió del poder del clan Taira; en canvi, els Taira s'havien establert a les costes del Mar de Seto, baluard històric del clan. Els Taira varen rebre una gran quantitat de missives de part de l'Emperador Go-Shirakawa per a accedir a una treba si es rendien al setè dia del segon mes (calendari lunisolar); però era una farsa, doncs tant l'Emperador com el clan Minamoto no tenien intencions d'esperar, i sols tenien com a objectiu distraure als líders del clan Taira i obtenir la Regalia: els Tres Tresors Imperials que varen ser presos quan l'emperador Antoku va fugir de Kioto.
El clan Minamoto es va disposar a atacar les bases del Mar de Seto, primer la fortalesa d'Ichi-no-Tani, a l'oest de la ciutat de Kōbe. La fortalesa es trobava a la vora del mar, però posseïa una defensa impenetrable i era difícil fer un atac directe; a més a més, aquest lloc era el punt de partida dels Taira per mirar de reconquerir Kioto. En aquesta emboscada, en Yoshitsune i en Noriyori encapçalarien una força de vora de tres mil homes. En Yoshitsune va aplicar una estratègia que dividia l'exèrcit en tres parts: una que vindria per l'est, pel Temple Ikuta; un segon grup, compost per una petita cavalleria, que vindria pel nord, per un terreny muntanyós; i un tercer grup per l'oest.
A una determinada hora, els tres grups començaren a apropar-se a la fortalesa, encasellant-los; a la fortalesa hi havia al voltant de cinc mil persones liderades per en Taira no Tadanori, germà d'en Kiyomori i en Taira no Shigehira, fill d'en Kiyomori. L'atac sorpresa va fer que la majoria dels Taira fugissin en vaixells en direcció a l'illa de Yashima. En Tadanori va morir a l'atac i en Shigehira va ser capturat i enviat davant els monjos del temple de Tōdai-ji (temple que en shigehira va manar cremar el 1180) qui el decapitaren. Ichi-no-tani va ser escenari de combats individuals, on el sōhei Benkei, servidor i millor amic d'en Yoshitsune, va combatre en el setge. També va ser escenari de la mort d'en Taira no Atsumori, un jove de setze anys que va combatre individualment i va ser immortalitzat en diversos drames i obres populars.
En Noriyori va decidir seguir als vaixells del clan Taira que fugien i, a l'illa de Kojima es va desencadenar una altra batalla on novament el clan Minamoto va obtenir la victòria. En aquest moment, el clan Taira estava a punt de ser derrotat totalment, quan en Yoritomo va ordenar a en Noriyori i a en Yoshitsune que retornessin a Kioto per a reorganitzar-se. L'octubre d'aquell any, en Yoritomo va ordenar al seu germpa Noriyori que protegís la regió de Chūgoku i poc després va arribar a l'illa de Kyushu a l'extrem oest, on va estar-s'hi diversos mesos. No va tenir presència a les batalles de 1185.

### 1185

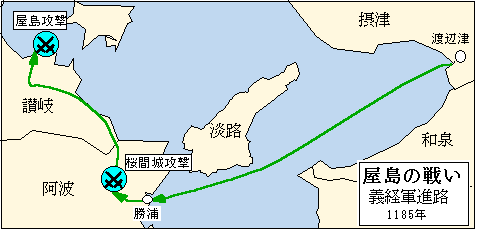
Avenç d'en Yoshitsune a la batalla de Yashima. Va partir des de Honshu (a la dreta) i es va mobilitzar a través del Mar de Seto, arribant fins a l'illa de Shikoku, tenint una sèrie de combats fins a arribar a Yashima (extrem esquerre).

De cara a l'any 1185, el can Taira s'havia replegat a l'illa de Shikoku i a localitats properes al Mar de Seto, ja que tenien una major força naval que el clan Minamoto. Aquest, tot i que tenia controlat gran part del país, encara no havia arribat a la base central dels Taira, a la petita illa de Yashima, on es trobava l'Emperador Antoku, la Regalia Imperial i el líder del clan, en Taira no Munemori.
Després d'alguns mesos de tensa calma, el clan Minamoto va elaborar una estrategia per a assaltar Yashima; l'encarregat de la missió era en Yoshitsune, que havia tingut èxit en les batalles de l'any anterior i estava a Kioto com a encarregat de mantenir l'ordre als territoris controlats pels Minamoto. Es va mobilitzar el 22 de març en diversos vaixells amb una força reduïda de poc més de 100 homes, des de Kioto, i va travessar el Mar de Seto rumb a l'est de l'illa de Shikoku. Malgrat que una gran tempesta estava impedint l'avenç dels seus vaixells, en Yoshitsune va decidir avançar tot i l'oposició dels seus homes. Això va comportar que molts dels seus vaixells es perdessin, però va aconseguir arribar a Shikoku, i van decidir avançar a peu fins a Yashima.

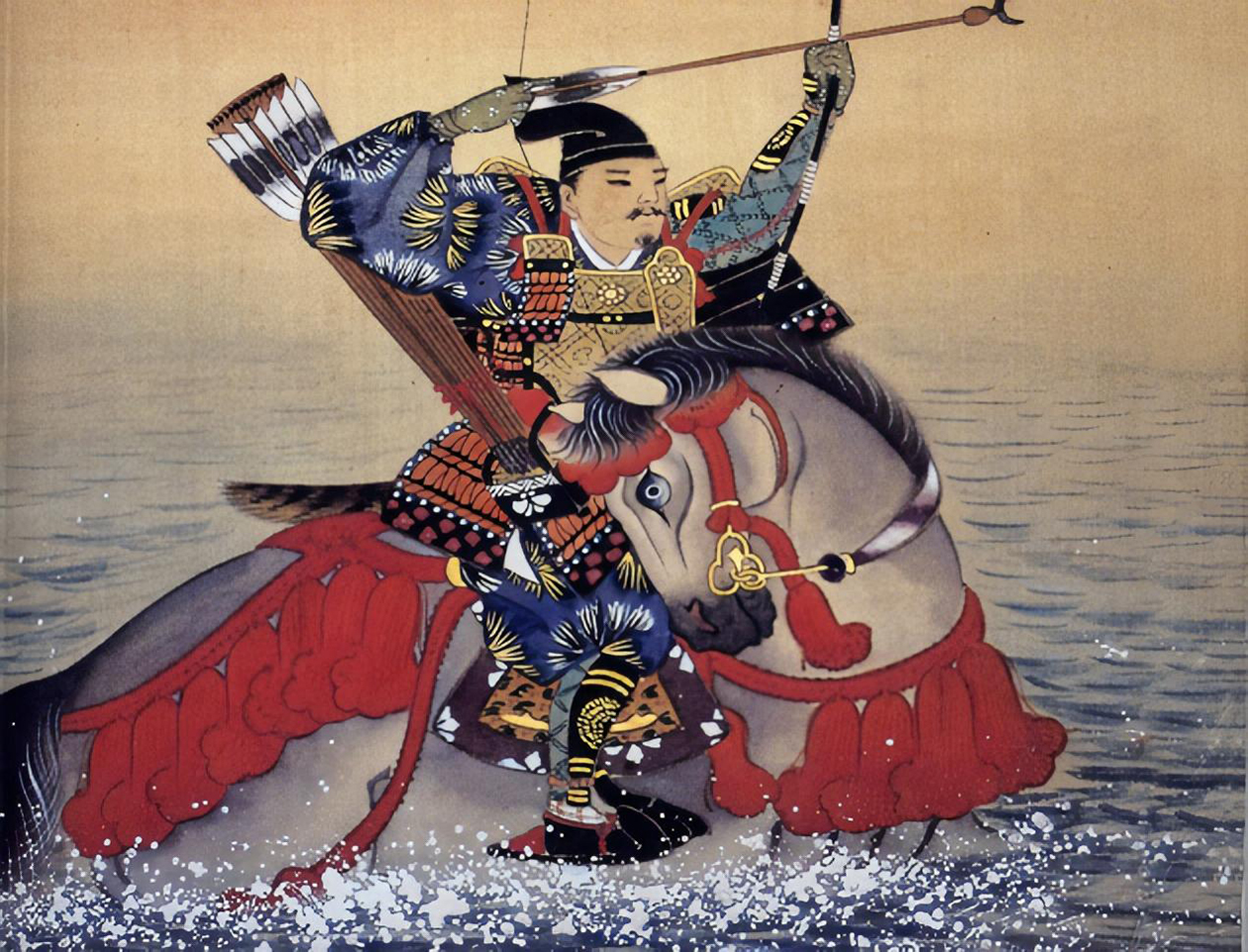
El duel d'en Nasu no Yoichi contra el clan Taira ha estat representat en moltes obres. Manuscrit al Museo Watanabe, Tottori.

A l'arribar a la fortalesa, en Yoshitsune va plicar una estratègiaper a enganyar als Taira, encenent fogueres a la costa i aparentant ser un nombre més gran d'homes, mentre una força expedicionària estava mobilitzant-se des de terra, ja que el clan Taira esperava una batalla naval. Aquest moviment va prendre per sorpresa als Taira, la fortalesa dels quals va ser incendiada. Els membres del clan Taira no van tenir més remei que fugir de la seva base junt amb l'emperador Antoku i la Regalia Imperial. Això no obstant, els Taire es van adonar que l'exèrcit d'en Yoshitsune era molt reduït, i van reptar els Minamoto a un duel disparant un ventall sobre el màstil d'un dels vaixells. En Nasu no Yoichi, un arquer del clan Minamoto, que es trobava muntat sobre el seu cavall al canal, va aconseguir encertar al ventall usant només una fletxa, donant un senyal de victòria de part dels Minamoto. el clan Taira, en haver perdut la seva base central, va decidir mobilitzar-se i concentrar tots els seus membres a l'extrem oest del país, a l'estret de Shimonoseki, entre les illes de Honshu i Kyushu.

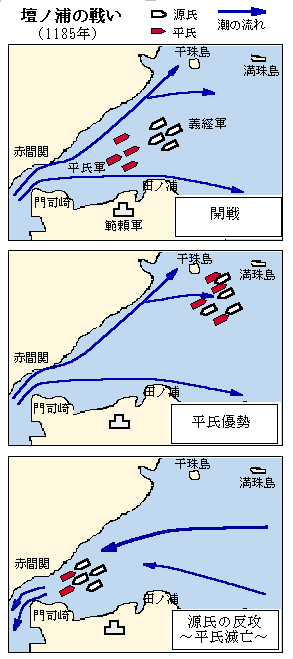
Progrés de la batalla de Dan-no-ura. Els vaixells del clan Taira (en vermell), estaven esperant els vaixells comandats per en Minamoto no Yoshitsune (en blanc) prop de l'estret de Shimonoseki, entre Honshu (a dalt) i Kyushu (a baix). Adicionalment hi havia un suport del clan Minamoto en Kyushu comandat per en Noriyori.
A sobre: Posició dels dos fronts a l'inici de la batalla.
Centre: El flux de la marea, que anava en direcció est (en color blau) estava afavorint al clan Taira, i estava comprometent a en Yoshitsune a un retrocés de les seves forces.
A sota: A mesura que pasaven les hores, el flux de la marea va canviar a direcció oest i va ser aprofitat per en Yoshitsune, replegant als Taira vers l'estret i derrotant-los de manera definitiva.

En Yoshitsune va perseguir des de Yashima als membres del clan Taira que havien fugit en diversos vaixells; així en Yoshitsune es va tornar a abastir a mesura que avançava cap a l'oest. El clan Taira es trobava acorralat i els Taira eren conscients que l'única manera de poder-se recuperar de les seves derrotes ere vencent a en Yoshitsune, encara que fos amb un moviment suicida. En Munemori, líder del clan Taira, es postulava per a liderar la batalla, tenint al voltant de 850 vaixells; en canvi en Yoshitsune disposava només d'unes 500 naus; en Noriyori, des de Kyushu, anava a comandar les forces del clan Minamoto de terra ferma, però pràcticament la batalla es desenvoluparia al mar, amb el nom de batalla de Dan-no-ura.
En aquesta batalla el clan Taira va prendre avantatge en les seves capacitats estratègiques, ja que va aprofitar el flux de les marees en el lloc on anaven al seu favor, mirant d'acorralar les naus d'en Yoshitsune, rematant-ho amb l'ús de fletxes de llarg abast. Poc després es plantejarien combats individuals amb fletxes i espases antre ambdós bàndols; el clan Taira estava fent retrocedir les forces d'en Yoshitsune. Malgrat tot, la durada del combat va ser llarga, i amb el passar de les hores, el flux de la marea va començar a revertir, en contra del clan Taira. Aquest va ser el moment en què el clan Minamoto va prendre avantatge de la situació. Amb el retrocés de les naus del clan Taira, hi va haver un altre esdeveniment a favor d'en Yoshitsune: en Taguchi Shigeyoshi, un vassall del clan Taira, va trair el seu grup i li va revelar a en Yoshitsune el vaixell on es trobava l'Emperador Antoku i la Regalia Imperial.
En Yoshitsune va centrar els seus atacs en el mencionat vaixell, on tots els que l'ocupaven van preferir cometre seppuku abans que no morir en mans del clan Minamoto. En aquesta escaramussa també l'Emperador Antoku i la seva àvia, que era la vídua d'en Taira no Kiyomori, decidiren suïcidar-se, emportant-se amb ells la Regalia Imperial al mar. Això no obstant, les joies van ser preses abans de ser llençades, i el mirall, que sí que van aconseguir endur-se, va ser recuperat poc després; l'espasa va ser l'únic objecte de la Regalia que es va perdre. La derrota del clan Taira va ser decisiva, ja que quasi tota la totalitat dels seus membres van morir en la batalla, i els que van ser capturats van ser executats poc després a Kyoto, entre ells en Taira no Munemori. Amb aquesta acció van finalitzar les encarnissades Guerres Genpei, que es portaven lliurant de forma ininterrompuda des de feia cinc anys.

## Conseqüències

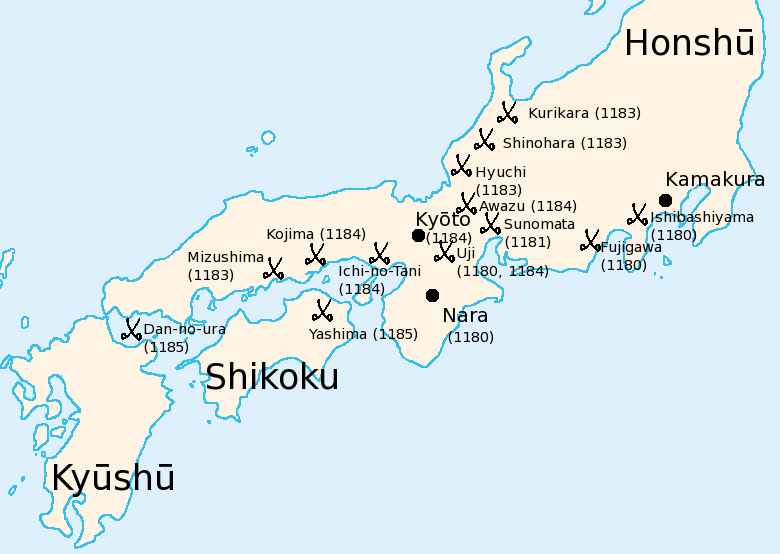
Mapa de les batalles i ciutats importants en les Guerres Genpei.

La conseqüència directa d'aquestes batalles va ser la desaparició del clan Taira de la història japonesa, ja que la totalitat dels seus membres havien mort en el combat. Per al clan Minamoto aquest fet va representar el domini total del Japó. Per a en Yoritomo, com a líder del clan, seria el començament d'una reestructuració del govern i la política japonesa on el samurai deixaria de ser una classe inferior i s'erigiria com la classe social domunant al país fins a la meitat del segle XIX.
La fundació del shogunat Kamakura per en Yoritomo el 1192 seria el punt d'inici del domini del samurai al Japó, ja que, contrari al control del clan Taira dins de la Cort Imperial, el shogunat o bakufu s'erigeix com un òrgan polític independent de la cort Imperial i amb un major poder polític que aquest, relegant a l'Emperador del Japó com un dirigent cerimonial i religiós, mentre que el shōgun (càrrec que recauria en mans d'en Yoritomo) es transformava en un títol que posseïa un caràcter de governant polític i governamental, a més de ser un cap militar.
Tot i això, perquè en Yoritomo pogués obtenir aquest poder, va necessitar dominar i reprimir a tots els membres dintre de l'escenari polític del Japó, inclús al seu propi clan i especialment a qui l'ajudaren a guanyar la guerra. En Yukiie va ser decapitat el 1186 en ser acusat de traïció; en Yoshitsune va ser perseguit i derrotat en combat i va haver de realitzar seppuku el 1189, perquè en Yoritomo sentia que era una amenaça contra el seu lideratge; d'igual manera en Noriyori va ser assassinat per simpatitzants d'en Yoritomo el 1193.
Malgrat que en Yoritomo es va erigir com a shōgun, el poder del clan Minamoto en la política japonesa va desaparèixer amb la seva mort el 1199. En Hōjō Tokimasa, líder del clan Hōjō i sogre d'en Yoritomo, havia estat un aliat durant les Guerres Genpei. Amb el final de la guerra i inici del shogunat, va ser assignat com a servent d'en Yoritomo, i amb la mort d'aquest va controlar els destins dels dos shōgun següents: en Minamoto no Yoriie i en Minamoto no Sanetomo, fills d'en Yoritomo i nets d'en Tokimasa, que sols varen ser governants titelles. L'assassinat d'en Sametomo el 1219 sense deixar hereus, va portar com a conseqüència el final del clan Minamoto i una usurpació total del poder. Això no obstant, la presència del shogunat Kamakura, dominat aquest cop pels Hōjō, duraria fins al 1333 al final de la guerra Genkō quan Go-Daigo va establir la efímera Restauració Kenmu per tornar la Casa Imperial al poder, però aquesta forma de govern dominat pels samurais seria llegat en dos shogunats posteriors: el shogunat Ashikaga, dominat pel clan Ashikaga, i el shogunat Tokugawa, dominat pel clan Tokugawa.

## Protagonistes de la guerra

### Clan Minamoto

Pintura d'en Minamoto no Yoritomo. Va obtenir el lideratge del clan Minamoto després de la mort d'en Minamoto no Yorimasa el 1180 i amb la fi de les Guerres Genpei es va consolidar com a fundador i primer shōgun del shogunat Kamakura, el primer govern militar establert pels samurais al Japó.

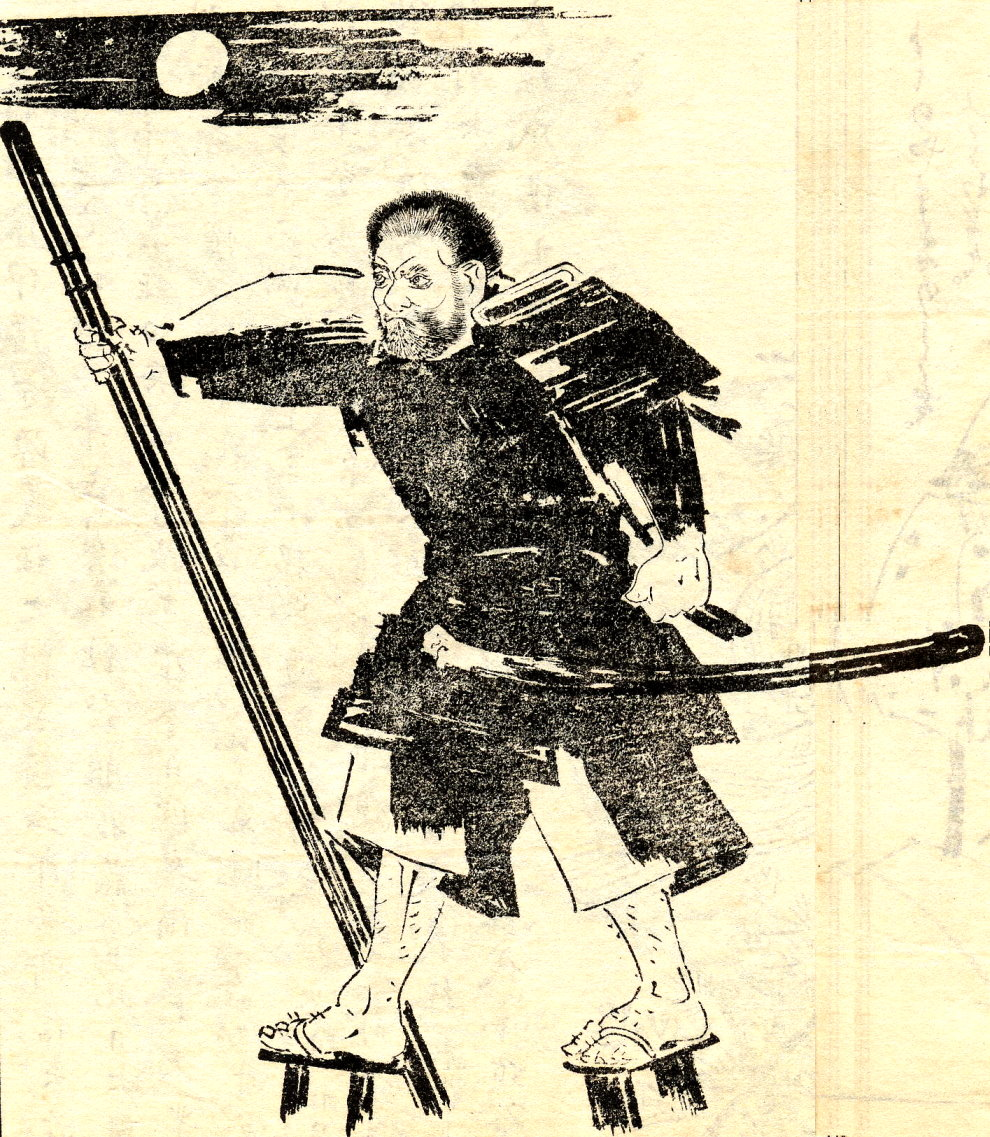
Dibuix d'en Benkei, fet per en Kikuchi Yōsai. La participació dels sōhei (monjos guerrers) en ambós bàndols va ser decisiva en diverses batalles.

Va ser un dels quatre clans més importants que van dominar a la política japonesa durant l'era Heian. Van ser delmats pel clan Taira en la Rebel·lió Heiji de 1160. En Minamoto no Yoshitomo va ser el líder del clan en aquell moment, fins a la derrota a mans d'en Taira no Kiyomori, en la que dos dels seus fills van ser assassinats i en Minamoto no Yoritomo va ser exiliat. Amb la declaració de guerra del Prñincep Mochihito i en Minamito no Yorimasa el 1180, el clan es va reunificar i va començar a obtenir poder novament. En les guerres, el clan Minamoto va derrotar el clan Taira i va obtenir el control de tot el país.
Membres del clan
- Minamoto no Noriyori (源範頼): general i germà menor d'en YOritomo.
- Minamoto no Yorimasa (源頼政): líder del clan a l'inici de la guerra (1180).
- Minamoto no Yoritomo (源頼朝): líder del clan des de la mort d'en Yorimasa (1180 - 1199).
- Minamoto no Yoshinaka (源義仲): cosí d'en Yoritomo, va ser assassinat per rebel·lar-se durant la guerra.
- Minamoto no Yoshitsune (源義経): germà menor d'en Yoritomo i general en cap del clan.
- Minamoto no Yukiie (源行家): general i oncle d'en Yoritomo.

Aliats i vassalls
- Emperador Go-Shirakawa (後白河, Go-Shirakawa Tennō): Emperador retirat.
- Príncep Mochihito (以仁王, Mochihito-ō): Príncep Imperial, envit de l'Emperador Go-Shirakawa; va fer la crida a la guerra.
- Benkei (弁慶): sōhei (monjo guerrer), vassall i amic d'en Yoshitsune.
- Hōjō Tokimasa (北條時政): sogre d'en Yoritomo i líder del clan Hōjō, clan aliat als Minamoto.
- Kajiwara Kagetoki (梶原景時): aliat d'en Yoshitsune, però era un espia d'en Yoritomo.
- Kumagai Naozane (熊谷直実): vassall d'en Yoritomo.
- Sasaki Moritsuna (佐々木盛綱): vassall d'en Noriyori que va comandar l'assalt de la batalla de Kojima.
- Taguchi Shigeyoshi (田口重能): general del clan Taira que es va aliar amb els Minamoto durant la batalla de Dan-no-ura, assegurant la victoria d'aquests.
- Nasu no Yoichi (那須与一): arquer conegut per la batalla de Yashima.
- Yada Yoshiyasu (矢田義康): vassall d'en Yoshinaka i comandant de la batalla de Mizhushima.
- Los sōhei de Mii-dera i altres temples. Tres d'ells són mencionats particularment en el Heike Monogatari en la primera batalla d'Uji:
  - Ichirai Hoshi (一来法師): va combatre junt amb en Jomyo Meishu.
  - Gochin no Tajima (ごちん忽): va refusar les fletxes amb la seva naginata sobre el pont del riu Uji.
  - Tsutsui Jomyo Meishu (筒井浄妙めいしゅ): segons la llegenda tenia al voltant de setanta fletxes en el seu cos i seguia lluitant.
- Els servents i partisants d'en Minamoto no Yoshinaka:
  - Imai Kanehira (今井兼平): es va unir amb en Yoshinaka en la seva escapada a Seta.
  - Tomoe Gozen (巴御前): concubina d'en Yoshinaka i comandant d'un dels exèrcits.

### Clan Taira

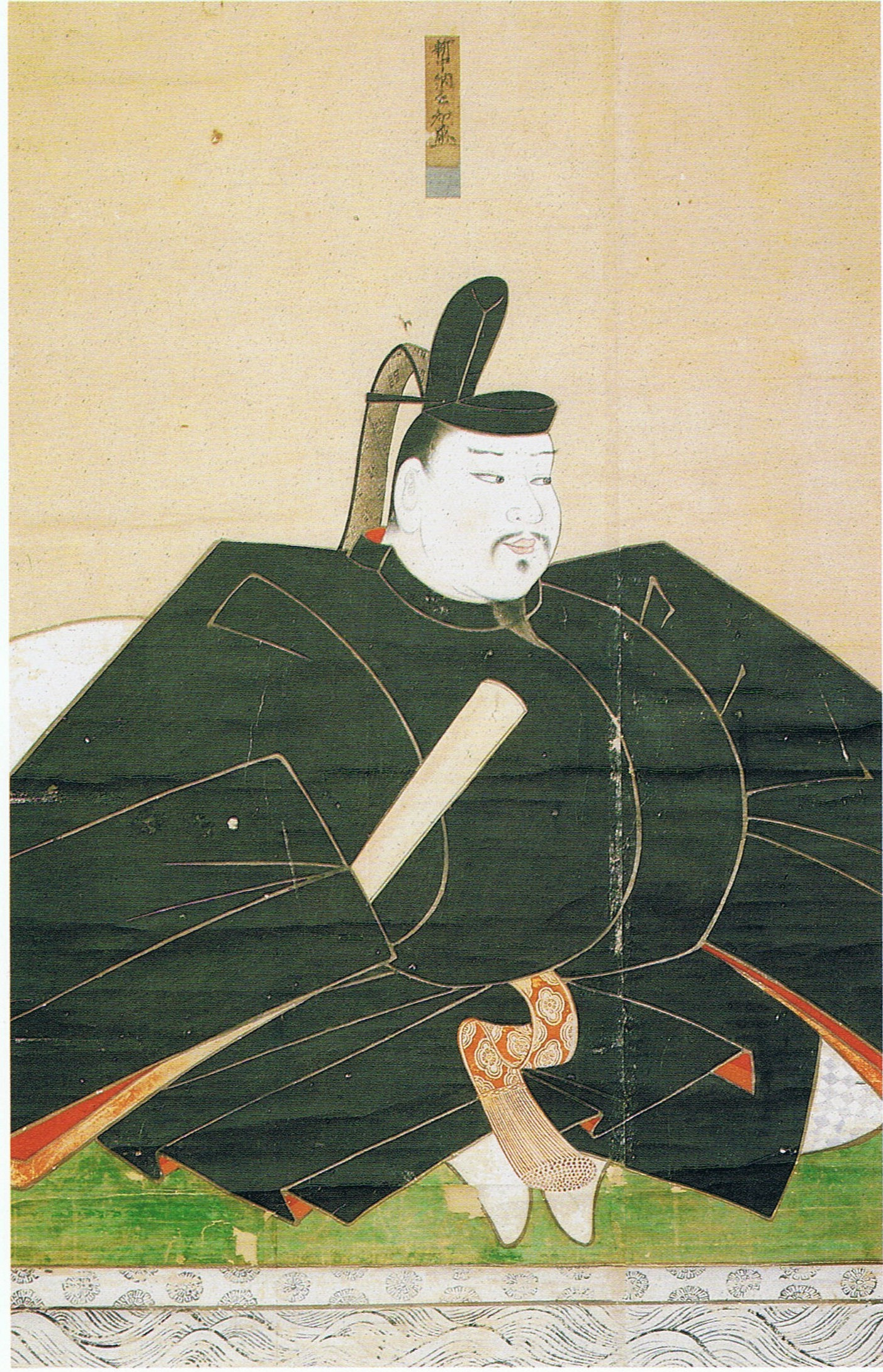
Taira no Tomomori

Aquest clan també va ser un dels quatre clans més importants que van dominar la política japonesa de l'era Heian. Amb la destrucció quasi total del rival clan Minamoto a la rebel·lió Heiji de 1160, Taira no Kiyomori, líder del clan, va iniciar la guerra en el zenit del seu poder. Al final de la guerra, això no obstant, es va produir la destrucció del clan Taira.
Membres del clan
- Emperador Antoku (安徳天皇, Antoku Tennō): Emperador del Japó (1180 - 1185) i net d'en Kiyomori.
- Taira no Atsumori (平敦盛): Jove samurái que va ser assassinat per en Kumagai Naozane i la mort del qual va ser relatada en el Heike Monogatari.
- Taira no Kiyomori (平清盛): líder del clan a l'inici de la guerra (1153 - 1181).
- Taira no Koremori (平維盛): net d'en Kiyomori.
- Taira no Munemori (平宗盛): fill i successor d'en Kiyomori, líder del clan durant gran part de la guerra (1181 - 1185).
- Taira no Noritsune (平教経): comandant en la batalla de Mizushima.
- Taira no Shigehira (平重衡): general i fill d'en Kiyomori.
- Taira no Tadanori (平忠度): general i germà d'en Kiyomori.
- Taira no Tokiko (平時子): esposa d'en Kiyomori, es va suïcidar a la batalla de Dan-no-ura.
- Taira no Tomomori (平知盛): general i fill d'en Kiyomori.
- Taira no Yukimori (平行盛): general i comandant a la batalla de Kojima.

Aliats i vassalls
- Ōba Kagechika (大庭景親): vassall dels Taira.
- Saitō Sanemori (斎藤実盛): antic vassall d'en Minamoto no Yoshitomo que es va convertir en vassall d'en Taira no Munemori.
- Seno Kaneyasu (妹尾兼康): vassall que va comandar el setge de Fukuryūji.
- Taguchi Shigeyoshi (田口重能): general del clan Taira que va trair al seu clan i es va passar al bàndol del clan Minamoto a la batalla de Dan-no-ura.
- Els sōhei del Enryaku-ji, com a mínim en teoria, a causa de la seva rivalitat amb els monjos de Mii-dera, que eran aliats del clan Minamoto.

## Impacte cultural
L'efecte de les guerres dins de la cultura japonesa és bastant ampli. L'obra literària del segle xiv Heike Monogatari, una compilació èpica de la guerra recitada per monjos viatgers, resulta ser la font principal dels successos i és considerada una obra clàssica dins de la literatura japonesa medieval. A partir d'aquesta obra s'han fet adaptacions en pintures, gravats i drames teatrals en el nō, bunraku i kabuki.
Una altra obra que relata el conflicte és el Azuma Kagami, una crònica del shogunat Kamakura compilat el 1266 i que narra els fets ocorreguts entre el 1180 i el 1216.
En l'època actual s'han produït pel·lícules, videojocs, anime i manga ambientats en aquest període o amb els personatges de l'època.

### En castellà
- Anònim (2005). Heike Monogatari. Introducció, traducció al castellà i notes de Carlos Rubio López de la Llave i Rumi Tami Moratalla. Versió directa de l'original. Editorial Gredos: Madrid, 3a edició. ISBN 84-249-2787-7
- Club Manga Igualada. Curs d'Història del Japó. Capítol 8 - Les Guerres Gempei. Versió en PDF Arxivat 2007-09-29 a Wayback Machine.. Bibliografia Arxivat 2007-09-29 a Wayback Machine..

### En català
- Berenguer-Futagami, Ferran (2020). Heike monogatari. Versió al català de Ferran Berenguer-Futagami. Unistra Publicacions del Japó. Freiburg im Breisgau (mostra aquí).

### Enjaponès clàssic
- Anònim (1933). Heike Monogatari (font primària). Tokio: Hobunkan.

### Enjaponès modern
- Anònim. Azuma Kagami Arxivat 2007-11-20 a Wayback Machine. (font primària). La versió original va ser escrita en una variació japonesa del xinès clàssic, Aquesta versió està en japonès modern.
- 森本 繁 『源平 海の合戦 史実と伝承を紀行する』 （新人物往来社、2005年） ISBN 4-404-03233-1
- 菱沼一憲 『源義経の合戦と戦略 その伝説と実像』 （角川選書、2005年） ISBN 4-04-703374-X

### En anglès
- Gaskin, Carol, i Vince Hawkins (1990). The Ways Of The Samurai. Nova York: Barnes & Noble Books.
- Sansom, George (1958). A History of Japan to 1334. Stanford, California: Stanford University Press.
- Turnbull, Stephen (2000). The Samurai Sourcebook. Cassel. Londres. ISBN 1-85409-523-4
- Turnbull, Stephen (2003). Japanese Warrior Monks AD 949-1603. Oxford: Osprey Publishing.

### En francès
- Kure, Mitsuo (2004). Samouraïs. Traduït per Carine Chichereau. Philippe Piquier. França. ISBN 2-87730-662-3

### En alemany
- Albery, Nobuko (1985). The House of Kanze. Zeami Holding Inc. ISBN 3-426-19204-7
- Richard Storry, Werner Forman (1978). The Way of Samurai. Orbish Publishing. ISBN 3-7611-0683-1
- Schwentker, Wolfgang. Die Samurai. CH Beck, Múnich, ISBN 3-406-47988-X